# Pedro Amaro
Pedro Amaro är en ort i Mexiko.   Den ligger i kommunen Jojutla och delstaten Morelos, i den sydöstra delen av landet, 90 km söder om huvudstaden Mexico City. Pedro Amaro ligger 917 meter över havet och antalet invånare är 5 551.
Terrängen runt Pedro Amaro är kuperad åt sydost, men åt nordväst är den platt. Runt Pedro Amaro är det tätbefolkat, med 319 invånare per kvadratkilometer. Närmaste större samhälle är Jojutla, 2,2 km norr om Pedro Amaro. I omgivningarna runt Pedro Amaro växer huvudsakligen savannskog.